# Pugwash
Pugwash è un villaggio del Canada, situato nella provincia di Nuova Scozia.